# Bosseye-Étage
Ne doit pas être confondu avec Bosseye-Barabé ou Bosseye-Dogabé.
Bosseye-Étage est une commune située dans le département de Gorom-Gorom, dans la province d'Oudalan, région du Sahel, au Burkina Faso.